# Correa (accesorio)

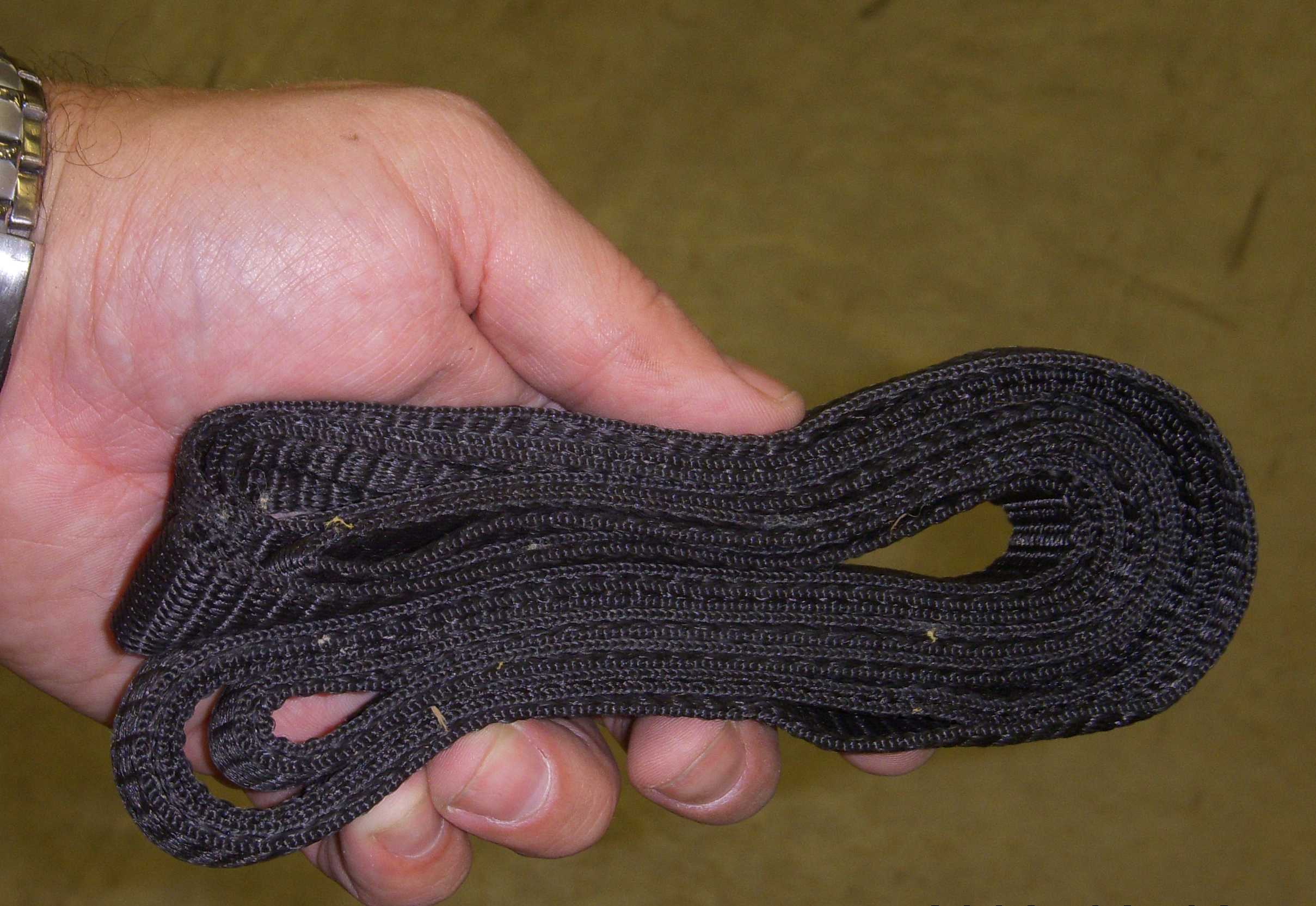
Correa plegada

Una correa es una tira o banda de cuero, piel, ropa o, modernamente, tejidos artificiales, que sirve para ceñir, sostener, tensar, etc. Hay muchas formas de correa, para muchos propósitos diferentes. Muchos tipos de correa carecen de nombre específico y se designan por el nombre genérico, correa; por ejemplo, las correas de una mochila o de un zurrón.
En cambio, hay correas que tienen nombre específico, el cual se usa siempre, en vez del genérico correa, por miedo de la precisión expresiva, imprescindible en el contexto. Por ejemplo, la correa diseñada para llevar en torno a la cintura del cuerpo humano recibe el nombre específico de cinturón o cinturón. En ciertos campos de actividad se denomina cincha el tipo de correa diseñada para sostener pesos considerables. La rienda es la correa que forma parte de una brida y con la que se gobierna el caballo.
Un conjunto de correas se denomina correaje; por ejemplo, el correaje que forma parte del equipamiento militar o paramilitar.
En sentido metafórico, tener correa significa tener capacidad de aguantar burlas o bromas pesadas.

## Galería

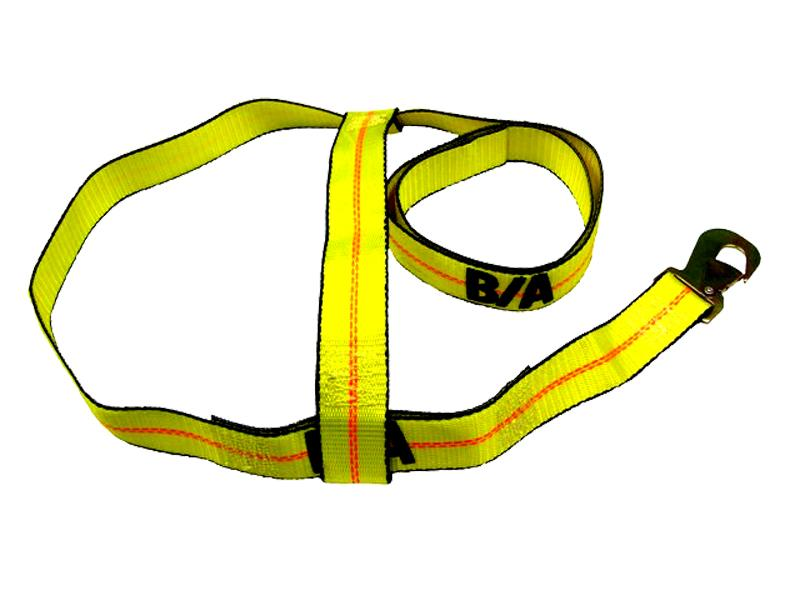
Correa de cesta
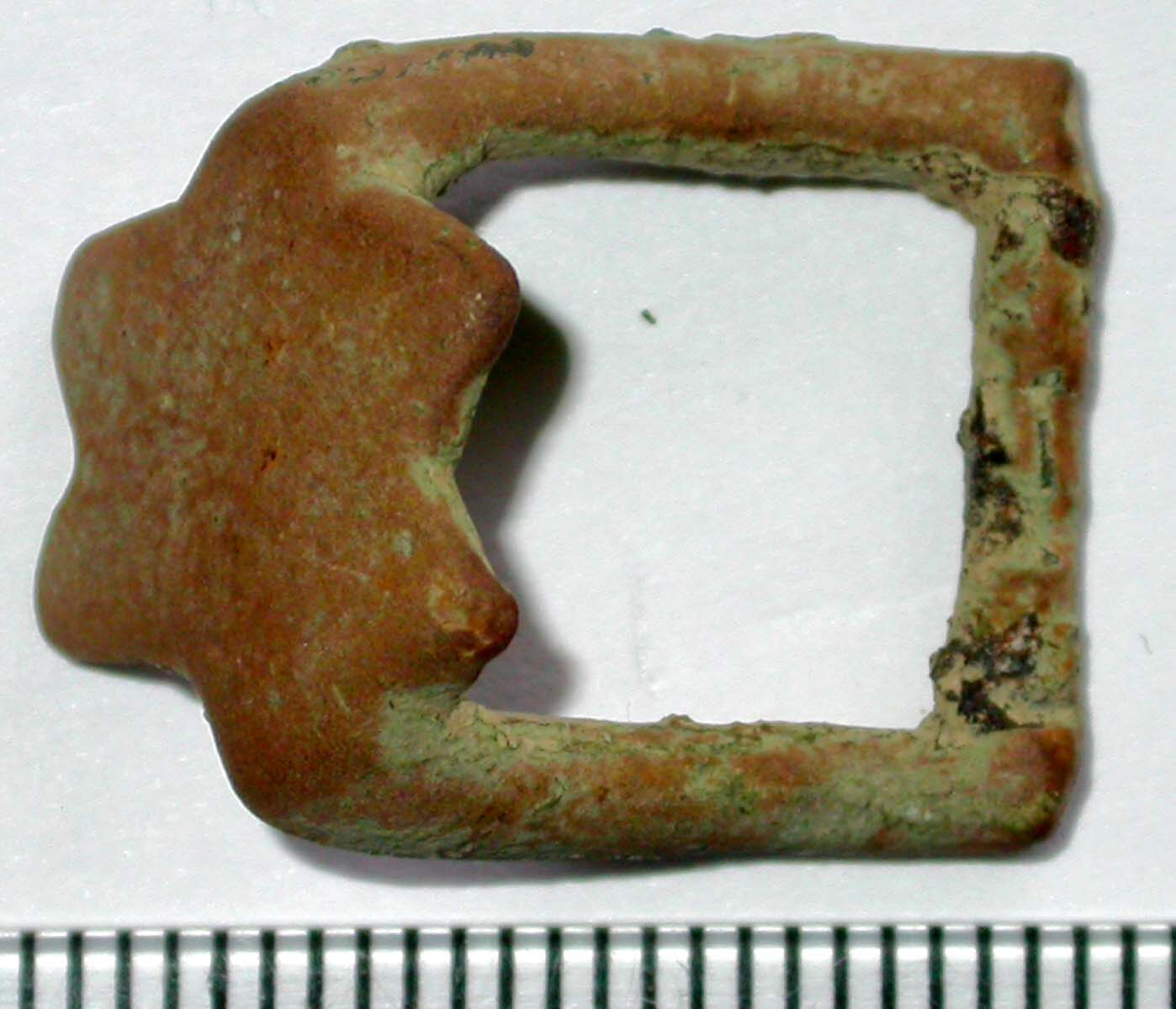
Hebilla de correa
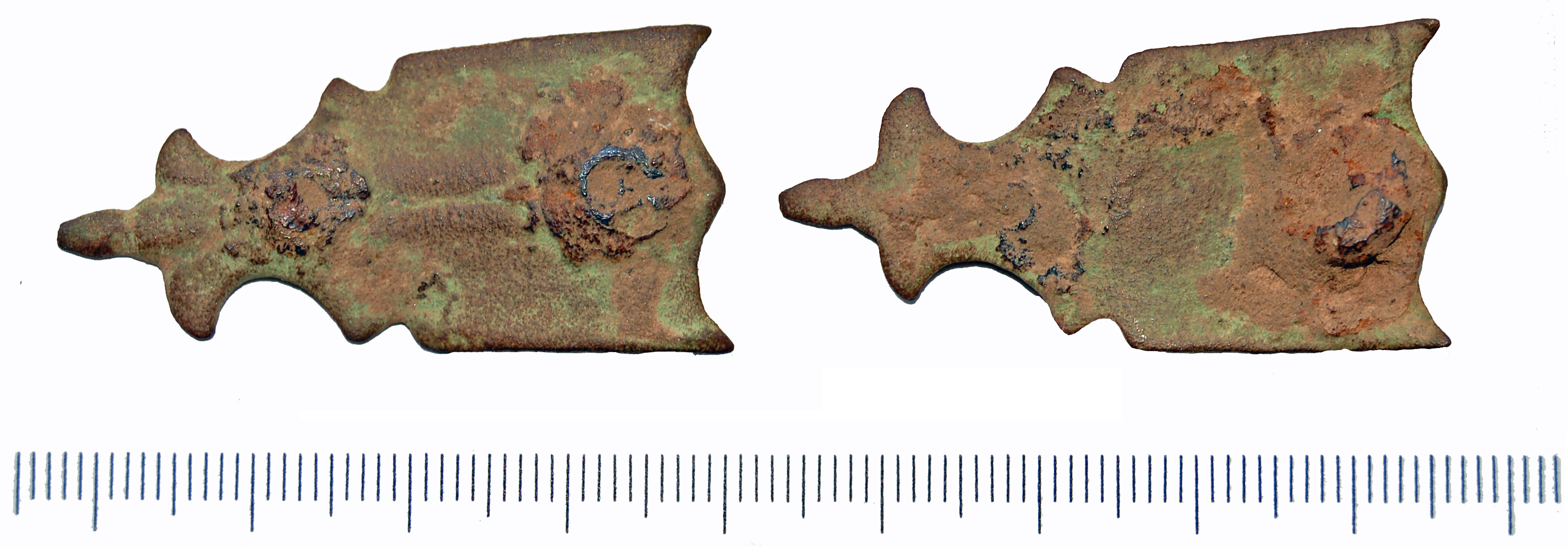
Ajuste de correa postmedieval
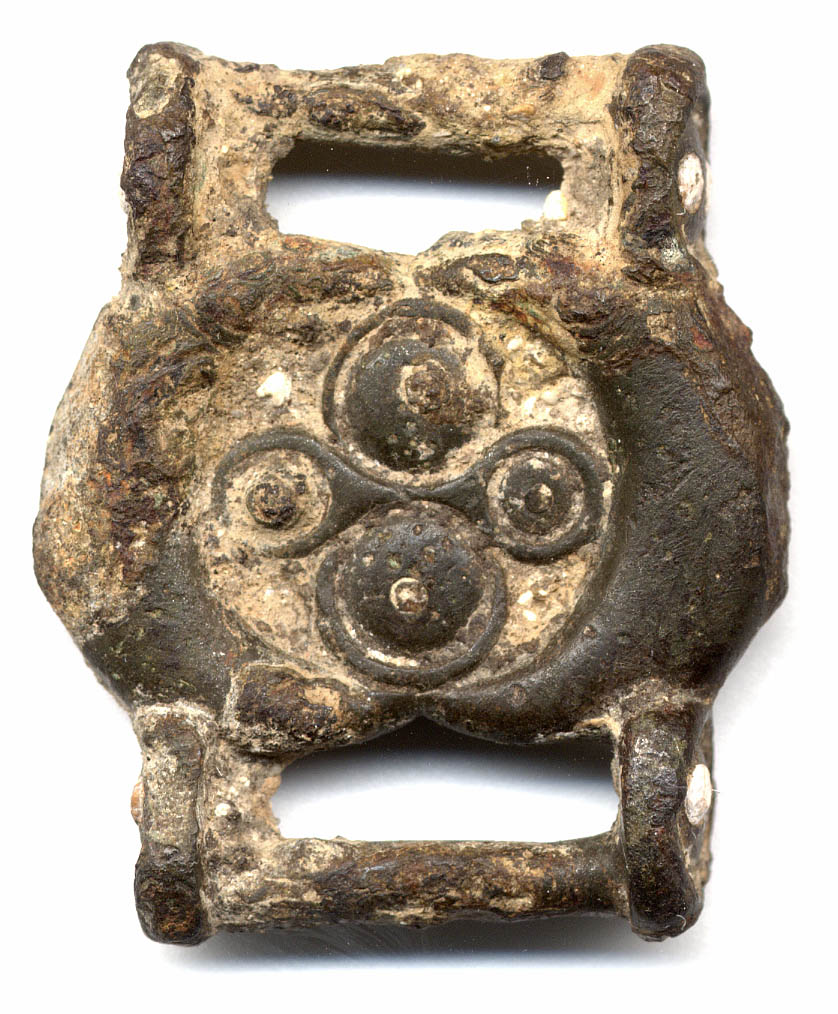
Unión de correa de la edad de hierro